# بانک ملی مقدونیه شمالی
بانک ملی مقدونیه شمالی (مقدونی: Народна банка на Република Северна Македонија) شرکت دولتی خدمات مالی و بانکداری در مقدونیه شمالی است، که در سال ۱۹۴۶ تأسیس شد.